# سوزان هوغن (ممثلة)
سوزان كينغ هي ممثلة كندية، ولدت في 1950 بفانكوفر في كندا.

## أعمال

### أفلام
- (2006) تأثير الفراشة 2

## وصلات خارجية
- سوزان كينغ على موقع IMDb (الإنجليزية)
- سوزان كينغ على موقع قاعدة بيانات الفيلم (الإنجليزية)